# Руське воєводство
Ру́ське воєво́дство (лат. Palatinatus Russiae, пол. Województwo ruskie) — адміністративно-територіальна одиниця Королівства Польського та Корони Польської в Речі Посполитій. Існувало в 1434–1772 роках. Створене на основі земель Руського королівства. Належало до регіону Русь. Розташовувалося в південній частині Речі Посполитої, на заході Русі. Головне місто — Львів. Очолювалося руськими воєводами. Сеймик воєводства збирався у містечку Судова Вишня. Мало представництво із 4 сенаторів у Сенаті Речі Посполитої. Складалося з 5 земель, які поділялись на 13 повітів. Станом на 1791 рік площа воєводства становила 82 990 км². Населення в 1790 році нараховувало 1 495 000 осіб. Ліквідоване 1772 року під час першого поділу Речі Посполитої. Територія воєводства увійшла до складу Королівства Галичини та Волині Габсбурзької монархії.

## Назва
- Руське воєводство (лат. Palatinatus Russiae; пол. Województwo ruskie)
- Львівське воєводство (лат. Leopoliensis satrapia/Palatinat de Lemberg[2][3])

## Положення
Руське воєводство межувало на заході із Краківським, Сандомирським та Люблінським воєводствами, на півночі — із Берестейським воєводством Великого князівства Литовського та Белзьким воєводством, на сході — із Волинським воєводством (до 1566 року — Волинською землею) та Подільським воєводством. Південний кордон Руського воєводства проходив по Карпатському хребту, який відокремлював його від Закарпаття у складі Угорського королівства. Руське воєводство разом з Белзьким воєводством вважалося властивою Червоною Русю.

## Історія

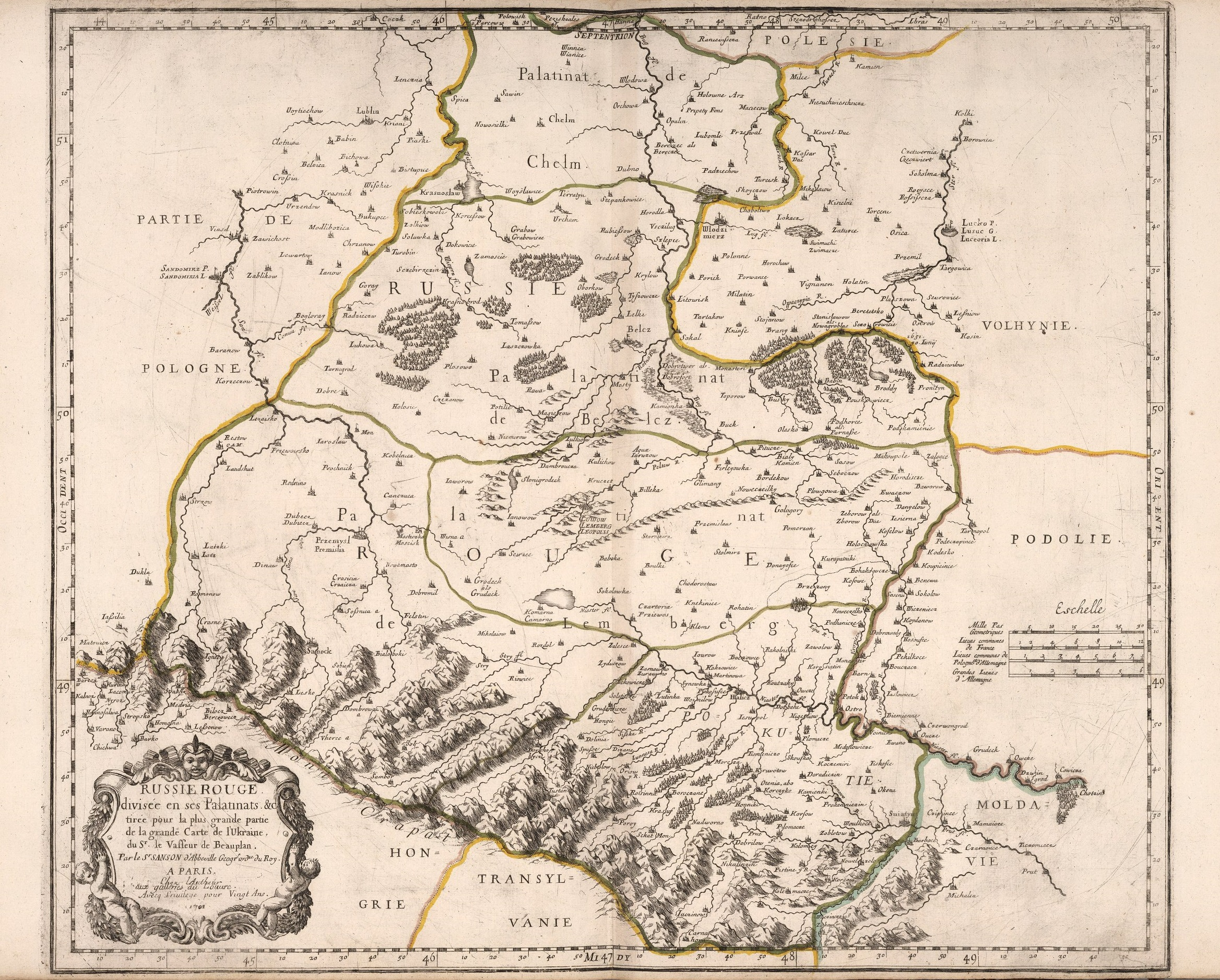
Червона Русь (Руське та Белзьке воєводства) на мапі Гійома Сансона 1701 року, створеній на основі давнішої мапи Боплана

Утворилося на території колишнього Королівства Руського, південна частина якого після смерті останнього володаря Юрія Болеслава та боротьби за спадщину відійшла в 1340-ві роки до складу Королівства Польського на правах особистого домену короля. Статус воєводства ця територія отримала внаслідок поширення в 1434 році положень Єдлінського привілею 1430 року на руські землі (разом із Західним Поділлям — Подільським воєводством) і поширення на місцеву шляхту положень коронного права, які зрівняли її в правах зі шляхтою коронних воєводств. Адміністративним центром воєводства був Львів. Спочатку до воєводства увійшли 4 давніші землі: Львівська, Галицька, Перемишльська та Сяноцька. У XVI до воєводства увійшла Холмська земля.
Воєводство ліквідоване внаслідок першого поділу Речі Посполитої 1772 року, коли більша частина воєводства увійшла до складу Габсбурзької Австрії на правах провінції як Королівство Галичини та Володимирії. Холмська земля залишилася у складі Речі Посполитої. За третім поділом Речі Посполитої 1795 року Холмська земля увійшла до складу Австрії та Російської імперії.

## Адміністративний устрій

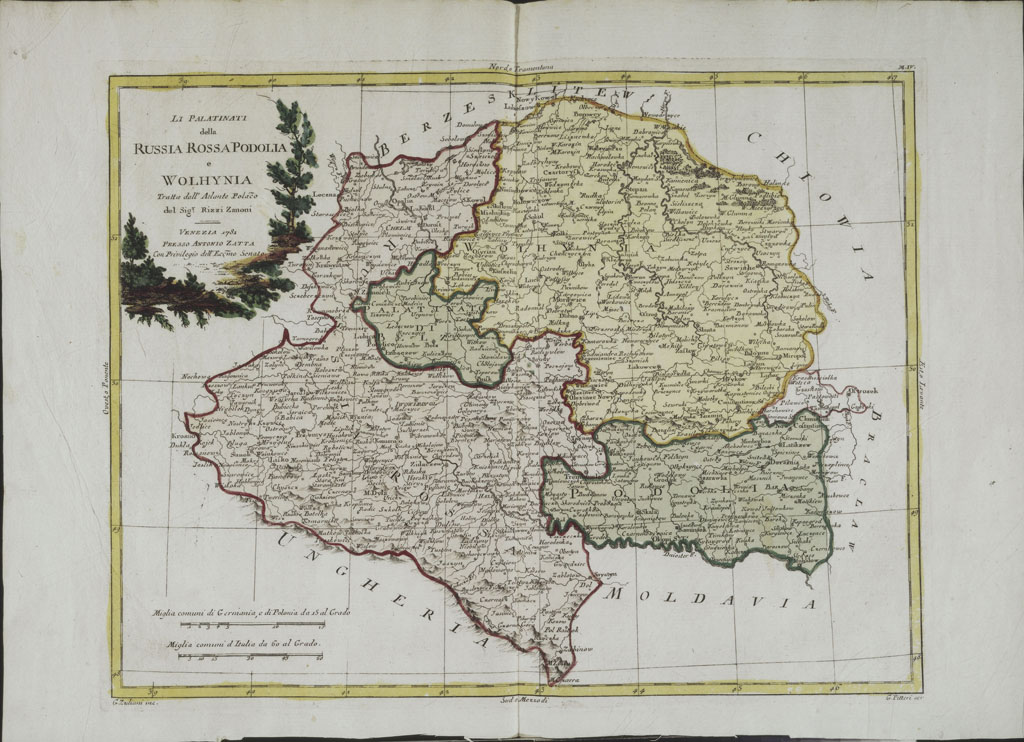
Руське воєводство (червоним) на мапі Антоніо Затти 1781 року

Руське воєводство складалося з 5 земель: Львівської — із центром у Львові, Галицької — із центром у Галичі, Перемишльської — із центром у Перемишлі, Холмської — із центром у Холмі, та Сяноцької — із центром у Сяноку. Руське воєводство було єдиним з-поміж воєводств на українських землях, яке поділялося на землі. Кожна із земель, водночас, ділилася на повіти:
- Львівська земля
  - Львівський повіт
  - Жидачівський повіт
  - Городоцький повіт
- Галицька земля
  - Галицький повіт
  - Теребовлянський повіт
  - Коломийський повіт
  - Снятинський повіт
- Перемишльська земля
  - Перемишльський повіт
  - Стрийський повіт
  - Дрогобицький повіт
  - Самбірський повіт
- Сяноцька земля
  - Сяноцький повіт
- Холмська земля
  - Холмський повіт
  - Красноставський повіт
  - Ратненський повіт
  - Грубешівський повіт

У XVI столітті зникли старі замкові повіти: у Львівській землі — Глинянський, Олеський, Щирецький; у Перемишльській землі — Дрогобицький, Ярославський, Ланьцутський, Мостицький, Переворський, Ряшівський, Самбірський, Стрийський; у Галицькій землі — Коропецький, Снятинський. З впровадженням коронного (польського) права відбувся поділ старих замкових повітів — центрів волостей — на гродові й негродові повіти.

## Судова система
В усіх центрах земель діяли земські суди. Земські повіти — центри шляхетського судочинства — загалом збігалися із землями воєводства. Окремо діяв земський суд у Переворську (1437—1477; Перемишльська земля). Зі збільшенням чисельності шляхти в XVII столітті в межах окремих земель виділилися нові земські суди: теребовельський (1648—1784), жидачівський (1557—1784). Паралельно існували гродські суди, які діяли в центрах земель та в Теребовлі (1533—1783, 1508 року тимчасово був переведений до Бучача через сильні руйнування міста після нападу татар; Галицька земля), Городку (1528—1540) і Жидачеві (1649—1783; Львівська земля), Самборі (1530—1537; Перемишльська земля), Красноставі.

## Шляхетське самоврядування
Із запровадженням регулярних сеймикових зібрань шляхта Руського воєводства збиралася на сеймики в центрах земель. Генеральний сеймик Руського воєводства відбувався у Вишні. На нього з'їжджалися депутати від Львівської, Перемишльської, Галицької та Сяноцької земель. Холмська шляхта через географічне положення своєї землі їхала на вальний сейм окремо. У Вишні часами проходив Генеральний сеймик для Руського та Подільського воєводств.
Шляхта Руського воєводства обирала своїх послів (представників) на вальний сейм і депутатів до Коронного трибуналу в Любліні та Скарбового трибуналу в Радомі. Кількість послів від земель була різною: Львівська — 2, Галицька — 6, Перемишльська — 2, Холмська — 2, Сяноцька — 2. Серед усіх воєводств Руське воєводство мало на вальному сеймі найбільшу кількість представників (разом із сенаторами — 23). На Коронний трибунал від Руського воєводства обирали 2 послів на рік: одного — на сеймику у Вишні, а другого, по черзі, — від Галицької та Холмської землі.

## Уряди
Урядницька структура Руського воєводства була строкатою і відображала поділ на землі. На чолі воєводства був руський воєвода. Кожна із земель мала свого каштеляна, серед яких виділявся львівський каштелян, який належав до «більших», або «кріслових», каштелянів (засідали в сенаті в кріслах); решта — перемишльський, галицький, сяноцький та холмський — були «дронжковими» каштелянами (засідали в сенаті на вузьких лавах під стінами). Загалом у сенаті від Руського воєводства засідало 6 світських сенаторів та 3 церковних (львівський архієпископ та католицький єпископи Перемишля і Холма).
Найповніша номенклатура земських урядників була у Львівській землі. Кожна із земель і Красноставський повіт Холмської землі мали свого підкоморія. Серед повітів Руського воєводства виділялися Жидачівський, Красноставський, Коломийський та Теребовельський, де існували уряди войського (більшого та меншого), ловчого, мечника, підстолія, підчашія, скарбника, хорунжого та чашника. Епізодично в Городку, Медиці, Самборі та Стрию документи фіксують уряди войських.

## Населення
Руське воєводство було однією з найбільш заселених та урбанізованих територій на українських землях. Наприкінці XV століття у воєводстві налічувалося понад 1700 населених пунктів, з них 65 міст і містечок, приблизно 20 % усіх поселень перебували в королівській власності. На кінець XVI століття в Руському воєводстві налічувалося вже близько 2800 населених пунктів, серед яких було 193 міста і містечка. Упродовж XVI століття у воєводстві було локовано 128 міст і містечок. Найбільш урбанізованими землями воєводства були Галицька та Львівська (75 і 50 міст і містечок відповідно). Чисельність населення воєводства в 1629 році становило 943 тис. осіб, у 1770 році — 1,495 млн осіб. На 1677 рік у воєводстві було близько 3090 сіл і 160 міст та містечок. На момент ліквідації Руського воєводства на цій території налічувалося близько 280 міст і містечок.

## Прапори

Прапор Львівської землі 1410
Прапор Галицької землі 1410
Прапор Перемиської землі 1410
Прапор Холмської землі 1410
Прапор Сяноцької землі 1410